# Józef Charzewski
Józef Charzewski (Chorzewski) herbu Szreniawa – szambelan Stanisława Augusta Poniatowskiego w 1768 roku, podstoli nowogrodzkosiewierski w latach 1772-1794, łowczy nowogrodzkosiewierski w latach 1768-1772, dworzanin królewski.